# ماريو ألبرتو مولينا بالما
ماريو ألبرتو مولينا بالما (بالإسبانية: Mario Alberto Molina Palma)‏ هو كاهن كاثوليكي بنمي، ولد في 13 أكتوبر 1948 في بنما في بنما.